# فال‌کارینول
فال‌کارینول (به انگلیسی: Falcarinol) یک ترکیب شیمیایی با شناسه پاب‌کم ۵۲۸۱۱۴۹ است. 